# Tuyên Quang (Provinz)
Tuyên Quang ist eine Provinz von Vietnam. Sie liegt im Nordosten des Landes in der Region Nordosten.

## Distrikte
Tuyên Quang gliedert sich in fünf Distrikte.
- Chiêm Hoá
- Hàm Yên
- Nà Hang
- Sơn Dương
- Yên Sơn

Die gleichnamige Stadt Tuyên Quang ist eine eigene Gemeinde.

## Fauna
In der Provinz kommen 57 Amphibien- und 42 Schlangen-Arten vor.